# Descenso del punto de fusión en material pulverizado
Este artículo trata sobre el punto de fusión/congelación debido a un tamaño muy pequeño de partícula. Para depresión debido a la mezcla de otro compuesto, ver depresión crioscópica.
El descenso del punto de fusión es el fenómeno de reducción del punto de fusión de un material producción de la reducción de su tamaño. Este fenómeno es muy prominente en nanomateriales, los cuales funden a centenares grados menos que los materiales a granel.

## Introducción
La temperatura de fundir de un material sin pulverizar no es dependiente de su medida. Aun así, cuando las dimensiones de una pulverización tienden hacia la escala atómica, la temperatura de fundir se vuelve dependiente de las dimensiones materiales. La disminución en la temperatura puede ser en el orden de decenas a centenares de grados en nanomateriales.

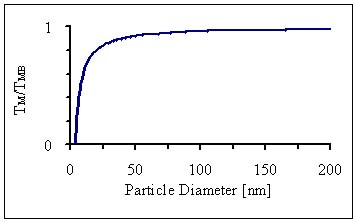
Figura 1. Una curva normalizada de fusión del oro como función del diámetro de la nanopartícula. El punto de fusión del material sólido y la del particulado se les representa como TMB y TM respectivamente. Las curvas experimentales para nanopartículas esféricas presentan una curva similar.

El descenso del punto de fusión es más evidente en nanohilos, nanotubos y nanopartículas, al fundirse a temperaturas muy bajas en comparación con el mismo material a granel. El cambio en el punto de fusión ocurre porque nano materiales tienen un valor muy grande de relación superficie-volumen, cambiando drásticamente sus propiedades termodinámicas y térmicas.
Para el caso de las nanopartículas porque los investigadores han compilado muchos estudios que relacionan el descenso del punto de fusión con las medidas de nanopartículas esféricas. Las nanopartículas son más fáciles de estudiar dada su facilidad de fabricación y simplicidad de condiciones para un modelado teórico. La temperatura de fusión disminuye bruscamente cuando la partícula logra un diámetro crítico, normalmente < 50 nm para metales comunes de ingeniería. La Figura 1 representa la forma de una curva típica del punto de fusión una nanopartícula metálica en función de su diámetro.
El descenso del punto de fusión es un asunto muy importante para las aplicaciones que implican nanopartículas, ya que dismuye el rango funcional de la fase sólida. Las nanopartículas actualmente son utilizadas o se han propuesto para funciones prominentes en catalizadores, sensores, medicamentos, óptica, magnetos, térmicos, electrónicos, y aplicaciones de energía alternativa. Las nanopartículas tienen que funcionar en el estado sólido a elevadas temperaturas en varias de estas aplicaciones.

## Técnicas de medida
Dos técnicas permiten medir el punto de fusión de las nanopartículas. El haz de electrones de un microscopio electrónico de transmisión (TEM) puede ser usado para fundir nanopartículas. La temperatura de fusión es estimada de la intensidad del haz, mientras cambios en las condiciones de difracción sirven para indicar la transición de sólido a líquido. Este método permite observar directamente a las nanopartículas cuando se  funden, haciendo posible probar y caracterizar muestras con una distribución más amplia de medidas de partícula. El TEM limita el rango de presión en el que el descenso de punto de fusión puede ser probado.
Más recientemente, los investigadores desarrollaron nanocalorímetros que miden directamente la entalpía y  la temperatura de fusión de las nanopartículas. Los nanocalorímetros proporcionan los mismos datos que los calorímetros convencionales, aun así mediante cálculos adicionales permiten descartar la presencia del sustrato que soporta a las partículas. Se requiere una distribución de medida estrecha de dispersión en el tamaño de las nanopartículas, ya que este procedimiento no permite observar directamente el proceso de fusión. No hay forma alguna de caracterizar el  ninguna manera de caracterizar la medida exacta de las partículas fundidas durante el experimento.

## Historia
Esta caída del punto de fusión fue predicha en 1909 por Pawlow.
Takagi fue el primero en observar el descenso en el punto de fusión en varios tipos de nanopartículas metálicas en 1954. Un haz de electrones de intensidad variable de un microscopio electrónico de transmisión fundió nanopartículas en sus primeros ensayos. Los patrones de difracción cambiaron a patrones cristalinos característicos de los patrones líquidos cuando las partículas se fundieron, lo que le permitieron a Takagi a estimar la temperatura de fusión.

## Física
Las nanopartículas tienen una enorme proporción superficie - volumen, esto significa que el comportamiento de los átomos de la superficie tienen un efecto mucho más grande en las propiedades químicas y físicas. Los átomos de la superficie están atados a la fase sólida con menos energía porque tienen menos átomos cercanos comparados con sólido no pulverizado. La energía de cohesión media por átomo de una nanopartícula ha sido calculada teóricamente en función de la medida de partícula (Ecuación 1).
{\displaystyle E=E_{b}(1-{d \over D})}
Dónde: D = medida de la nanopartícula
d = medida atómica
Eb = energía cohesiva del material no particulado
La Ecuación 1 muestra, como cae la fuerza de cohesión a medida que la medida de la partícula se aproxima al tamaño atómico.
Los átomos localizados cerca o en la superficie de la nanopartícula tienen poca energía de cohesión dados los pocos enlaces con otros átomos. Un átomo experimenta una fuerza atractiva con todos los átomos cercanos según el potencial de Lennard-Jones. El modelo de Lennard-Jones mostrado en la Figura 2 expresa la energía de cohesión entre átomos como función de su distancia de separación.

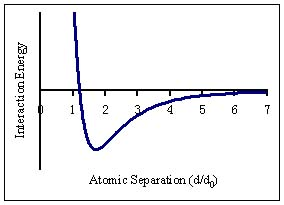
Figura 2. Una curva de energía potencial de Lennard-Jones. El modelo muestra la energía interactiva entre 2 átomos en una distancia normalizada, d/d0, donde d0=diámetro atómico. La energía de interacción es atractiva donde la curva es negativa, y la magnitud de la energía representa la energía de cohesión entre un par de átomos. Debe notarse que el potencial atractivo se extiende sobre una larga gama de longitudes de un enlace químico, los átomos experimentan energía de cohesión con átomos vecinos como con átomos más lejanos.

La energía de cohesión de un átomo está directamente relacionado con la energía térmica requerida para liberar el átomo del estado sólido. Según Lindemann, el punto de fusión de un material es proporcional a su energía de cohesión, av (TM=Cav). Ya que los átomos cerca de la superficie tienen menos enlaces y menos energía de cohesión, requieren menos energía para liberarse de la fase sólida. El descenso del punto de fusión es resultado de este efecto. Por esta misma razón, las superficies de los materiales no particulados pueden fundirse a temperaturas más bajas que el centro del material.
Teóricamente el punto de fusión de un material en relación con su medida puede ser calculado a través de análisis termodinámico clásico. El resultado es la ecuación de Gibbs–Thomson mostrado en la Ecuación 2.
{\displaystyle T_{M}(d)=T_{MB}(1-{4\sigma _{sl} \over H_{f}\rho _{s}d})}
Donde:TMB = temperatura de fusión de un material no particulado
σsl = energía de la interfaz sólido-líquido
Hf = Calor de fusión
ρs = Densidad del sólido
d = Diámetro de partícula
Una ecuación normalizada de Gibbs–Thomson para nanopartículas de oro es representada en la Figura 1, la forma de la curva es en general semejante a la obtenida en forma experimental.

## Nanopartículas semiconductoras/covalentes
La Ecuación 2 da la relación general entre el punto de fusión de una nanopartícula metálica y su diámetro. Aun así, trabajos recientes indican que el punto de fusión de nanopartículas semiconductoras y covalentes puede tener una dependencia diferente con respecto al tamaño de partícula. El carácter covalente de los enlaces cambia la física de fusión de estos materiales. Los investigadores han demostrado que la Ecuación 3 representa con más exactitud los modelos para materiales con enlaces covalentes.
{\displaystyle T_{M}(d)=T_{MB}(1-({c \over d})^{2})}
TMB=Temperatura de fusión del material no particulado
c=Constante del material
d=Diámetro de partículaLa scuación 3 indica que el descenso del punto de fusión es menos pronunciada en nanopartículas covalentes debido a la naturaleza cuadrática de dependencia del tamaño de la partícula en la Ecuación.

## Mecanismos propuestos
El proceso de la fusión para nanopartículas es actualmente desconocido. La comunidad científica actualmente acepta varios mecanismos como modelos posibles. Cada uno de los modelos correspondientes tienen datos experimentales que los soportan. Tres de los cuatro modelos detallados determinan la temperatura de fusión en una forma similar utilizando diferentes aproximaciones basadas en termodinámica clásica.

### Modelo de gota líquida
El modelo de gota líquida (LDM) supone que toda la nanopartícula realiza la transición de sólido a líquido se da a una sola temperatura. Esta característica distingue al modelo, ya que los otros modelos pronostican que la superficie de la nanopartícula se funde primero. Si el modelo es cierto, la nanopartícula sólida tendría que funcionar sobre una gama de temperatura más grande la que otros modelos pronostican. El LDM supone que los átomos de superficie dominan las propiedades de todos los átomos en la partícula. La energía de cohesión de la partícula es idéntica para todos los átomos en el nanopartícula.
El LDM representa la energía de cohesión de la nanopartículas como función de las energías libres del volumen y superficie. Ecuación 4 determina el tamaño de partícula normalizada dependiente de la temperatura de fusión de un material según el modelo de gota líquida.
{\displaystyle T_{M}(d)={4T_{MB} \over H_{f}d}(\sigma _{sv}-\sigma _{lv}({\rho _{s} \over \rho _{l}})^{2 \over 3})}Dónde:
σsv=energía de interfaz de vapor-sólido
σlv=Energía de interfaz de vapor-líquido
Hf=Calor de fusión
ρs=Densidad de sólido
ρl=Densidad de líquido
d=Diámetro de nanopartícula

### Modelo de nucleación de superficie líquida
El modelo de la superficie líquida (LSN) pronostica que una capa de átomos superficiales se funde antes que el resto de la partícula. La temperatura de fusión de un nanoparticula es una función de su radio de curvatura según el LSN. Lasnanopartículas más grandes se funden a temperaturas superiores dado que su radio es mayor.
El modelo calcula condiciones de fusión como una función de dos parámetros de orden que utilizan potenciales de Landau. Un orden del parámetro representa una partícula sólida, mientras que el otro representa la fase líquida. Cada uno de los órdenes de los de las parámetros es una función de radio de partícula.
La parábola de los potenciales de Landau para las fases líquidas y sólidas están calculados a una temperatura dada, con el menor Landau un potencial supuesto para ser el estado de equilibrio en cualquier punto en la partícula. En la gama de temperaturas de fusión, los resultados muestran que la curva del estado ordenado de Landau es favorecida cerca al centro de la partícula mientras que la curva del estado desordenado de Landau es más pequeña cerca a la superficie de la partícula.
Las curvas de Landau se cruzan en un radio concreto del centro de la partícula. La intersección distinta de los potenciales significa que el LSN pronostica una severa y estable interfaz entre las fases sólidas y líquidas en una temperatura dada. El grosor exacto de la capa líquida en una temperatura dada es el punto de equilibrio entre los potenciales.
Ecuación 5 da la condición a la que una nanopartícula se funde según el LSN.
{\displaystyle T_{M}(d)={4T_{MB} \over H_{f}d}({\sigma _{sv} \over 1-{d_{0} \over d}}-\sigma _{lv}(1-{\rho _{s} \over \rho _{l}}))} Dónde: d0=diámetro atómico

### Nucleación líquida y modelo de crecimiento
El modelo de crecimiento (LNG) trata a la fusión como una consecuencia de un proceso iniciado. La superficie se funde inicialmente, y la interfaz líquido- sólido avanza a través de la nanopartícula. El LNG define las condiciones de fusión a través de las relaciones de Gibbs-Duhem, dando una función de la temperatura de fusión dependiente de las energías de interfase entre las fases sólidas y líquidas, volúmenes y áreas de superficie de cada fase, y tamaño de la nanopartícula. Los cálculos de modelo muestran la formación de fases líquidas a temperaturas más bajas para nanopartículas más pequeñas. Una vez las formas de fase líquidas, las condiciones de energía libres deprisa el cambio y el favor que funden. Ecuación 6 da las condiciones de fundir para un esféricos nanopartícula según el LNG modelo.
{\displaystyle T_{M}(d)={2T_{MB} \over H_{f}d}({\sigma _{sl}}-\sigma _{lv}3(\sigma _{sv}-\sigma _{lv}{\rho _{s} \over \rho _{l}}))}

### Modelo enlace-orden-longitud-fuerza (BOLS)
El modelo enlace-orden-longitud-fuerza (BOLS) emplea una aproximación atomística. El modelo se enfoca en la energía de cohesión de los átomos individuales más que en una aproximación termodinámica clásica. El BOLS calcula la temperatura de fusión para átomos individuales como la suma de sus enlaces. Como resultado, el BOLS pronostica que las capas superficiales de un nanopartícula se funden a temperaturas más bajas.
El mecanismo del modelo establece que si un enlace se rompe los demás enlaces se vuelven más cortos y más fuertes. La energía de cohesión, o la suma de las energías de enlace, del los átomos menos coordinados determina la estabilidad térmica que incluye la fusión, evaporación y otras transiciones de fase. El tamaño de partícula cambia la longitud de enlace del equilibrio entre átomos cerca de la superficie. Los enlaces se aproximan hacia longitudes de equilibrio, aumentando la energía de cohesión, independientes de la forma exacta del potencial interatómico. Aun así, la energía de cohesión de los átomos superficiales es mucho más bajo debido al número de coordinación reducido y disminución global en la energía de cohesión.
Utilizando la configuración núcleo-superficie, la caída del punto de fusión dominado por las dos capas atómicas más superficiales.
El modelo BOLS modelo y la estructura núcleo-superficie han sido aplicados a otras propiedades de las nanostructuras como la fuerza mecánica, sustancias químicas y estabilidad térmica, dinámica de enrejado (óptico y acústico), emisión y absorción de fotones, cambio electrónico de nivel y funciones de trabajo de modulación, magnetismo en varias temperaturas, y dieléctricos debido a polarización de electrón etc. La reproducción de las observaciones experimentales en la dependencia del tamaño de partícula han sido demostradas. Información cuantitativa como el nivel de energía de un átomo aislado y la frecuencia de vibración de un dímero individual ha sido obtenida por emparejar a las predicciones de BOLS.

## Forma de partícula
La forma impacta el punto de fusión de un nanopartícula. Facetas, bordes y desviaciones de una esfera perfecta todos cambian la magnitud del descenso. Estos cambios de forma afectan la relación volumen superficie, el cual afecta la energía de cohesión y las propiedades térmicas de una nanostructura. La Ecuación 7 da una forma general fórmula corregida para el punto de fusión teórico con base en su tamaño y forma.
{\displaystyle T_{M}(d)=T_{MB}(1-{c \over zd})}
z=Parámetro de forma de partícula
El parámetro de forma es 1 para esfera y 3/2 para un cable muy largo, indicando que depresión de punto de fusión está suprimida en nanohilos comparados a las nanoparticulás. Los datos experimentales muestran que delgadas nanoplaquetas funden dentro de una gama estrecha de 10 oC del temperatura de fusión para el material no particulado. El descenso del punto de fusión se suprimió comparado con las nanopartículas.

## Substrato
Muchas simulaciones teorizan que el substrato de apoyo afectan el descenso del punto de fusión de un nanopartícula. Estos modelos cuantifican las interacciones energéticas entre los materiales de substrato. Una nanopartícula libre, como muchos de los modelos teóricos suponen, tiene un punto de fusión diferente (normalmente más bajo) que una partícula soportada debido a la ausencia de energía de cohesión entre el nanopartículas y el substrato. Dado que las propiedades de una partícula aislada son imposibles, las variaciones por interacciones no pueden ser determinadas experimentalmente. Finalmente, los substratos actualmente se usan en todas las aplicaciones de nanopartículas, así que sus interacciones están siempre presentes, al igual que su impacto en el punto de fusión.

## Solubilidad
Dentro de la aproximación tamaño- presión, el cual considera la tensión inducida por la tensión superficial y la curvatura de la partícula, esté mostrado que la medida de la partícula afecta la composición y temperatura de un punto eutéctico (Fe-C) la solubilidad de C en Fe y Fe:Mo nanoclusters.
La solubilidad reducida puede afectar las propiedades catalíticas de las nanoparticulas. De hecho, ha sido mostrado que el tamaño-inestabilidad inducida de mezclas de Fe-C representa el límite termodinámico para lo más delgado que un nanotube que puede crecer de nanocatalizadores de Fe.